# Atomaria alpina
Atomaria alpina là một loài bọ cánh cứng trong họ Cryptophagidae. Loài này được Heer miêu tả khoa học năm 1841.